# Pavel Filip
Pavel Filip (ur. 10 kwietnia 1966 w Pănășești w rejonie Strășeni) – mołdawski polityk, inżynier i menedżer, działacz Demokratycznej Partii Mołdawii, parlamentarzysta, w latach 2011–2016 minister technologii informacyjnych i komunikacji, w latach 2016–2019 premier Mołdawii.

## Życiorys
Z wykształcenia inżynier mechanik. W latach 1983–1990, z przerwą na czas odbywania służby wojskowej, studiował w Instytucie Politechnicznym w Kiszyniowie. W 1996 ukończył studia podyplomowe z zarządzania w Institutul Internaţional de Management. W latach 1991–2008 pracował w przedsiębiorstwie cukierniczym Bucuria. Do 2001 był głównym inżynierem i zastępcą dyrektora generalnego do spraw produkcji i technologii, następnie do 2008 dyrektorem generalnym tej kompanii. Później do 2011 zarządzał największą mołdawską fabryką tytoniu TUTUN-CTC. W latach 2009–2010 zasiadał w radzie konfederacji pracodawców.
W 2010 dołączył do Demokratycznej Partii Mołdawii (PDM) założonej przez Mariana Lupu. Został wiceprzewodniczącym tego ugrupowania i przewodniczącym jego struktur w Kiszyniowie. W wyborach w 2010, 2014 i 2019 z ramienia PDM uzyskiwał mandat posła do Parlamentu Republiki Mołdawii.
Od stycznia 2011 do stycznia 2016 sprawował urząd ministra technologii informacyjnych i komunikacji w rządach, którymi kierowali kolejno Vlad Filat, Iurie Leancă, Chiril Gaburici, Natalia Gherman, Valeriu Streleț i Gheorghe Brega. 20 stycznia 2016, w trakcie kryzysu politycznego i masowych protestów przeciwko ujawnianym przypadkom korupcji wśród polityków, objął urząd premiera Mołdawii. Jego kandydaturę przeforsował oligarcha Vladimir Plahotniuc, którego nominację na premiera zablokował wcześniej prezydent Nicolae Timofti.
W czerwcu 2019, kilka miesięcy po wyborach parlamentarnych, centroprawicowa koalicja ACUM Platforma DA și PAS porozumiała się z Partią Socjalistów Republiki Mołdawii prezydenta Igora Dodona, tworząc sojusz przeciwko Demokratycznej Partii Mołdawii. 8 czerwca parlament głosami tych ugrupowań powołał Maię Sandu na urząd nowego premiera Mołdawii. Ugrupowanie premiera nie uznało tej decyzji. Następnego dnia Sąd Konstytucyjny, wskazując, że rząd mógł być powołany najpóźniej 7 czerwca 2019, uznał zmianę rządu za nielegalną, zawiesił prezydenta, a Pavel Filip został wyznaczony do pełnienia obowiązków głowy państwa. Tego samego dnia podjął decyzję o rozpisaniu przedterminowych wyborów parlamentarnych, które się nie odbyły. Ostatecznie Pavel Filip ustąpił 14 czerwca 2019.
We wrześniu 2019 były premier stanął na czele Demokratycznej Partii Mołdawii; kierował nią do października 2021.